# Гвинеја Бисао на Светском првенству у атлетици на отвореном 2015.
Гвинеја Бисао учествовала је на Светском првенству у атлетици на отвореном 2015. одржаном у Пекингу од 22. до 30. августа осми пут. Представљао је један атлетичар који се такмичио у трци на 100 метара,
На овом првенству Гвинеја Бисао није освојила ниједну медаљу.

## Учесници
Мушкарци:
- Холдер да Силва — 100 м

## Резултати

### Мушкарци
| Атлетичар       | Дисциплина | Лични рекорд | Предтакмичење | Предтакмичење | Квалификације | Квалификације | Полуфинале           | Полуфинале           | Финале               | Финале       | Детаљи |
| Атлетичар       | Дисциплина | Лични рекорд | Резултат      | Место         | Резултат      | Место         | Резултат             | Место                | Резултат             | Место        | Детаљи |
| --------------- | ---------- | ------------ | ------------- | ------------- | ------------- | ------------- | -------------------- | -------------------- | -------------------- | ------------ | ------ |
| Холдер да Силва | 100 м      | 10,36 НР     | 10,58 ЛРС     | 2. у гр. 3 КВ | 10,68         | 6. у гр. 2    | Није се квалификовао | Није се квалификовао | Није се квалификовао | 46 / 68 (71) |        |